# ورونیک ژنست
ورونیک ژنست (فرانسوی: Véronique Genest‎؛ زادهٔ ۲۶ ژوئن ۱۹۵۶) بازیگر اهل فرانسه است. وی از سال ۱۹۸۰ میلادی تاکنون مشغول فعالیت بوده‌است.
از فیلم‌ها یا برنامه‌های تلویزیونی که وی در آن نقش داشته‌است می‌توان به کمیسر لسکو اشاره کرد.